# Recoil
Recoil (Рико́йл, в переводе с англ. — «отдача, отскок, отвращение») — британский музыкальный проект в жанре электронной музыки, основанный в 1986 участником Depeche Mode Аланом Уайлдером (англ. Alan Wilder), чтобы реализовать в нём всё то, что, по его мнению, он не мог сделать в рамках группы. После ухода Алана из Depeche Mode Recoil становится его основным занятием.

## Краткая история

### Depeche Mode
За годы работы с группой Алан стал дизайнером всего звучания Depeche Mode, и его высочайший профессионализм был всеми признан. Иногда он экспериментировал со звуком для себя, для собственного удовольствия, пока однажды Дэниел Миллер, директор лейбла Mute Records, не услышал его записи, сделанные на 4-х дорожечной портастудии в домашних условиях. Он попросил Уайлдера переписать их заново в студии. Так появился на свет сольный проект Алана Recoil. Этот проект представлял Уайлдера в качестве пионера семплирования, которому под силу превратить звук Depeche Mode во что-то совершенно новое и необычное. Первый релиз 1+2, состоял из набора вышеупомянутых демозаписей, созданных в начале 80-х годов, и был выпущен в качестве мини-альбома в 1986 году.
В 1988 году Алан выпускает второй альбом Recoil — Hydrology на который были возложены большие надежды. Но занятость в турне, большая популярность группы и постоянное внимание публики не давали Уайлдеру возможности заниматься продвижением своего сольного проекта. В 1991 году выходит альбом Bloodline, записанный при участии Douglas McCarthy, Moby, Toni Halliday и др.
Выпуск альбома сопровождается синглом Faith Healer — кавер-версией на песню Алекса Харви (Alex Harvey).

### Unsound Methods
Уайлдер покидает Depeche Mode 1 июня 1995 года. Освободившись от обязанностей в группе и предоставленный самому себе, Алан развил бурную деятельность — оборудовал собственную домашнюю студию The Thin Line, где и продолжил работу над проектом Recoil.
В сентябре 1996 года началась запись очередного альбома. Его название очень хорошо отражает всю концепцию работы Уайлдера над музыкой — Unsound Methods (игра слов: «Ошибочные/незвуковые методы»). На этом альбоме, в отличие от Bloodline, вокалу и вообще тексту уделено больше внимания, хотя и музыка, безусловно, играет важную роль. Она в Unsound Methods стала более спокойной, и в то же время более непредсказуемой. Начиная слушать композицию, никогда не знаешь, как она закончится. На протяжении всего альбома чувствуется сильное влияние трип-хопа. Сам Алан говорил, что в то время ему как раз нравилась именно такая музыка, например Massive Attack.
Диск был выпущен осенью 1997 года, и был с радостью встречен благодарными слушателями и неблагодарными критиками.

### Liquid
6 марта 2000 года Mute выходит в свет очередной альбом Recoil — Liquid. На общее настроение диска сильно повлияла увиденная Уайлдером авиакатастрофа, когда они с супругой, катаясь на машине по просторам Англии, чуть не погибли при крушении военного самолета, упавшего буквально в нескольких сотнях метров от них. В результате два пилота погибло, а увиденное зрелище стало темой для композиции Black Box, с которой и начинается диск. В Liquid Уайлдер развивает начатую в предыдущем альбоме стилистику — приглашенные дикторы читают свои тексты, а музыка является саундтреком и звуковой иллюстрацией к ним. Альбом Liquid получил Гран-при 2000 года французской Charles Cros Academy.

### SubHuman
После продолжительного молчания осенью 2006 года Уайлдер в небольшом видеоинтервью сообщил своим поклонникам о том, что он практически закончил работу над новым альбомом, который должен быть выпущен весной 2007 года.
В этом интервью сказано буквально следующее:

Привет, я Алан Уайлдер и это мой небольшой отчет о том, чем я занимался последний год или около того. Сейчас на дворе сентябрь 2006 года и после длительного периода вне музыкального бизнеса я решил наконец вернуться в студию и где-то в районе октября 2005 года я начал работу над новым альбомом Recoil.
Первая пара месяцев ушла на то, чтобы я освежил свои знания технологий, изучил новинки, обновил своё оборудование, так как у меня был довольно длительный перерыв и технологии за это время ушли вперед. И только где-то в январе этого года я приступил к записи первого материала в студии. Где-то полгода ушло на пре-программинг, эксперименты и выработку идей. Также я пытался найти вокалистов для своей записи. Где-то к апрелю у меня уже было 6, 7 или 8 треков, которые все ещё были в зачаточном состоянии, но уже поверхностно вырисовывалась картина всей пластинки и её настроение и поэтому я начал искать вокалистов. И я нашёл очень и очень интересного исполнителя из Остина, штат Техас (США).
В мае, вместе с Полом Кенделом (Paul Kendall) и моей женой (Hepzibah Sessa), которая также является и моим помощником, мы поехали в Техас и провели там неделю, записывая найденного мной блюзового исполнителя. И привезли обратно очень много хорошего материала. По возвращении мы засели в студию и начали компилировать привезенные записи вокала. А после этого мы подошли к той стадии, когда стали готовы к сведению альбома. И вот сейчас, в конце сентября, сведение альбома находится на самой ранней стадии. И я все ещё хочу найти ещё одного вокалиста на альбоме, а точнее вокалистку, чей голос должен сбалансировать мужские вокальные партии. Я надеюсь, что процесс сведения альбома займет у нас где-то 3 месяца, т. е продлится примерно вплоть до Рождества. А выход альбома я планирую где-то в конце весны начале лета будущего 2007 года. Названия у альбома пока нет и у нас ещё достаточно работы, которую необходимо проделать, например, оформление пластинки и т. п.
Кроме того, я принимал участие в работе по пересведению старых записей Depeche Mode в формат 5.1. Мое участие в этом проекте было в качестве Исполнительного продюсера. Я присутствовал в студии, слушал и давал свои советы и комментарии при пересведении старого материала, так как я в своё время прикладывал руку к нему. Также были сняты несколько небольших фильмов, которые вошли в эти переиздания. Некоторые из этих переизданий уже выпущены.
Сайт Recoil (recoil.co.uk) будет переделан и запущен в ближайшее время и будет информировать вас о новом альбоме, а также расскажет чего ожидать от новой пластинки.
Что я ещё могу сказать? Дела идут очень хорошо и мы все нацелены на завершение работы. Надеюсь, что вам понравится альбом, когда он будет выпущен. И, надеюсь, до скорых встреч!

Выход нового альбома запланирован на 9 июля 2007 года. Название альбома: «SubHuman», он будет выпущен в формате CD, кроме того будет коллекционный виниловый релиз и DVD-релиз с версией альбома в формате 5.1, а также всеми видеоклипами Recoil.
Концепция альбома — размышление над антигуманной стороной человеческой природы, ответственной за межнациональную вражду, террор, ненависть.
«Мы все антигуманны. Мы ничего не вынесли из пережитого, связанного с жестокостью и ненавистью друг к другу. Наш так называемый „цивилизованный мир“ до краев наполнен личными и глобальными трагедиями. Ненависть повсюду: от убийств евреев исламскими террористами до резни мусульман в Балтии, от гомофобских заявлений фанатичных проповедников до разрушительной деятельности западных правительств под видом войны с террором. Каждый из нас — недочеловек в чьих-то глазах»,- утверждает музыкант
В записи альбома «SubHuman» принимали участие блюзовый музыкант Джо Ричардсон из Луизианы и английская вокалистка Карла Треваскис.

### Selected
7 января 2010 года на официальном сайте Recoil (www.recoil.co.uk) появляется высказывание Алана Уайлдера по поводу нового альбома. Сам альбом представляет собой два диска: первый состоит из отредактированных лучших песен Recoil, а второй альтернативные версии лучших песен Recoil. Также будут выпущены 4 дисковое deluxe издание на виниле и ограниченное коробочное издание.
До последнего времени Recoil оставался исключительно студийным проектом. В 2010 году, впервые, Алан Уайлдер решился отправиться в турне, чтобы представить свой музыкальный материал на сцене.
Тур Recoil, который называется Selected: Events 2010 пройдёт в странах Европы и Америки, в том числе и в России. Он начался 12 марта (Барселона, Sala Apolo) и закончился 18 мая в Нью-Йорке (США).
30 апреля состоялся концерт в Москве (Discotequie), 1 мая в Екатеринбурге (Tele-Club), 2 мая в Санкт-Петербурге (Club Jagger).

## Дискография

### Альбомы

#### 1+2
(Август 1986 / Stumm 31)
1. 1
2. 2

Композитор и продюсер Alan Wilder.

В оригинале издан только на виниле.

#### Hydrology
(Январь 1988 / Stumm 51)
1. Grain
2. Stone
3. The Sermon
4. 1 (CD / Кассета)
5. 2 (CD / Кассета)

Композитор и продюсер Alan Wilder.

В CD и кассетном релизе Hydrology включен 1+2, так как оригинальное издание 1986 года на CD не издавалось

#### Bloodline
(Апрель 1992 / Stumm 94)
1. Faith Healer (вокал — Даглас Мак Карти)
2. Electro Blues For Bukka White (вокал — Бакка Уайт)
3. The Defector
4. Edge To Life (вокал — Тони Халлидей)
5. Curse (вокал — Moby)
6. Bloodline (вокал — Тони Халлидей)
7. Freeze

Композитор и продюсер Alan Wilder.

Инженер Steve Lyon, ассистент Dave Eringa.

#### Unsound Methods
(Октябрь 1997 / Stumm 159)
1. Incubus (вокал — Даглас Мак Карти)
2. Drifting (вокал — Шиво́н Линч (Siobhan Lynch))
3. Luscious Apparatus (вокал/диктор — Мэгги Эстеп)
4. Stalker (вокал — Даглас Мак Карти)
5. Red River Cargo (вокал — Хильдия Кэмпбэлл)
6. Control Freak (вокал/диктор — Мэгги Эстеп)
7. Missing Piece (вокал — Шиво́н Линч (Siobhan Lynch))
8. Last Breath (вокал — Хильдия Кэмпбэлл)
9. Shunt

Композитор и продюсер Alan Wilder.

Сопродюсер и инженер: Steve Lyon.

Помощь и координация процесса: Hepzibah Sessa.

#### Liquid
(Март 2000 / Stumm 173)
1. Want (вокал/диктор — Николь Блэкмэн)
2. Jezebel (вокал — The Golden Gate Jubilee Quartet, доп. вокал — Диаманда Галас)
3. Breath Control (вокал/диктор — Николь Блэкмэн)
4. Last Call For Liquid Courage (вокал/диктор — Саманта Корбелл)
5. Strange Hours (вокал — Диаманда Галас)
6. Vertigen (вокал/диктор — Роза Торрес, доп. вокал — Диаманда Галас)
7. Supreme (вокал/диктор — Саманта Корбелл)
8. Chrome (вокал/диктор — Николь Блэкмэн)
9. Black Box (part 2) (диктор — Рето Бюлер)

Композитор и продюсер Alan Wilder.

Сопродюсер и саунд-дизайнер: PK.

Сопродюсер и координатор: Hepzibah Sessa.

Приглашенные музыканты:

Дополнительные партии баса и гитары: Dean Garcia, Curve.

Исходный материал для барабанных партий: Steven Monti, Curve.

Исходный материал для гитарных партий: Merlin Rhys-Jones.

Скрипка и бэк-вокал: Hepzibah Sessa.

#### subHuman
(9 июля 2007 года)
1. Prey
2. Allelujah
3. 5000 Years
4. The Killing Ground
5. Intruders
6. 99 To Life
7. Backslider

#### Selected
19 апреля 2010 года
Диск 1
1. Strange Hours
2. Faith Healer
3. Jezebel
4. Allelujah
5. Want
6. Red River Cargo
7. Supreme
8. Prey
9. Drifting
10. Luscious Apparatus
11. The Killing Ground (excerpt)
12. Shunt
13. Edge To Life
14. Last Breath

Диск 2
1. Supreme (True Romance)
2. Prey (Shotgun mix)
3. Drifting (Poison Dub)
4. Jezebel (Filthy Dog mix)
5. Allelujah (Noisy Church mix)
6. Stalker (Punished mix)
7. The Killing Ground (Solid State mix)
8. Black Box (excerpt)
9. 5000 Years (A Romanian Elegy for Strings)
10. Strange Hours (featuring The Black Ships)
11. Missing Piece (Night Dissolves)
12. Shunt (Pan Sonic mix)

### Синглы
- «Faith Healer» (март 1992 / Mute 110)
- «Drifting» (октябрь 1997 / Mute 209)
- «Stalker»/«Missing Piece» (март 1998 / Mute 214)
- «Strange Hours» (апрель 2000 / Mute 232)
- «Jezebel» (сентябрь 2000 / Mute 233)
- «Prey/Alleluan» (сентябрь 2008 / Mute)